# Die Brücke von Ambreville
Die Brücke von Ambreville ist ein französischer Kinofilm aus dem Jahr 1999. Die Verfilmung des gleichnamigen Romans von Alain Leblanc war die zweite Regiearbeit von Gérard Depardieu. Die Erstaufführung fand in Frankreich am 7. April 1999 statt, in Deutschland am 15. Juni 2000.

## Handlung
In einer kleinen Stadt in der Normandie führen die hübsche Mina, ihr Ehemann, der grobschlächtige Handwerker Georges, und der fünfzehnjährige Sohn Tommy in den sechziger Jahren ein langweiliges Leben. Eines Tages wird Georges arbeitslos, bekommt aber einen Job beim Bau einer großen Brücke. Die Woche über ist er nicht zu Hause und kommt nur am Wochenende heim. Mina tröstet sich mit Kinobesuchen. Sie sieht die Filme Jules und Jim und West Side Story und lernt dabei den jungen Ingenieur Matthias kennen und lieben. Dieser ist ausgerechnet der Leiter des Brückenbaus. So entwickelt sich eine melodramatische Dreiecksgeschichte.

## Kritiken
„Eine inszenatorisch konventionell nach klassischem Muster entwickelte melodramatische Dreiecksgeschichte, die das Ambiente von Zeit und Ort sowie der filmischen Reminiszenzen gut trifft und mit überzeugenden Darstellern aufwartet.“